# Tomaž Arhidiakon
Tomáž Arhidiákon (latinsko Thomas Archidiaconus, hrvaško Toma Arhiđakon), hrvaški latinist, zgodovinar in politik, * 1200, Split, † 8. maj 1268.
Tomaž Arhidiakon, po rodu iz plemiške splitske družine, je bil hrvaški latinist, zgodovinar in politik. V Splitu je dokončal nižje izobraževanje, nato pa odšel na študij teologije in prava v Bologno. Vrnil se je v rodni Split, ki je takrat užival široko avtonomijo, in tam opravljal razne mestne dolžnosti: leta 1227 je bil mestni javni tajnik, naslenje leto pa je postal kanonik splitske metropolitanske cerkve ter bil posvečen v poddiakona. Leta 1230 je postal diakon (prvi diakon, zastopnik škofa). Kot tipičen predstavnik srednjeveškega meščanstva se je zavzemal, da bi Split ohranil svoj avtonomni položaj in ne bi pripadal niti hrvaškemu kralju niti hrvaškim fevdalcem in pravtako ne Benečanom. Boril se je proti podeljevanju služb oziroma nameščanju splitskih nadškofov iz strani ogrskih kraljev.
V Tomaževi zapuščini je bil najden rokopis z naslovom Incipit historia Salonitanorum pontificum atque Spalatensium (Začetek zgodovine solinskih in splitskih škofov), ki se danes hrani v arhivu splitskega kapitlja. V znanosti je poznan pod imanom Codex Spalatensis. Rokopis je objavil Ivan Lucić v Amsterdamu leta 1666 pod naslovom Historia Salonitana (Solinska zgodovina), ki se še dandanes uporablja v strokovni literaturi. V Historiji je Tomaž kronološko popisal življenje in delo solinsko-splitskih nadškofov od rimskih časov do svoje dobe, hkrati pa podal mnoga poročila iz zgodovine splita in srednjeveške hrvaške. S tem predstavlja to delo pomemben zgodovinski vir za razdobje kraljev Petra Krešimirja IV. in Demetrija Zvonimirja ter Mongolski vdor 1241 – 1242. Sodobno zgodovino pogosto popisuje zelo živahno, na primer vdor Mongolov, spopade med Splitom Trogirom in politične razmere v mestu.